# Zonder titel (Herman Makkink)
Op het terrein van de voormalige Westergasfabriek in Amsterdam-West staat een titelloos artistiek kunstwerk van Herman Makkink. In de volksmond wordt het Bolbewoners genoemd.
Het werk uit 2003/2004 kwam na een vrije opdracht van Kathryn Gustafson van Mecanoo, die (dat) verantwoordelijk was voor de herinrichting van de fabrieksterreinen. Makkink kwam met een door midden gesneden stenen bol (weergave van een halve Aarde) met daarop twee mensachtige figuren (kruising tussen mens en dier). Die figuren bevinden zich volgens de kunstenaar op het hellend vlak van het leven en kunnen daar alleen aan ontsnappen door vooruit te kijken. Opvallend is dat de armen gedurende hun lengte overgaan in benen. De twee figuren steunen dan ook op vier voeten. De halve bol bestaat uit gemetseld baksteen; de overtollige specie is niet weggehaald en steekt ongewoon uit en er is geen voegwerk toegepast. De bol is van steen rond een kern van beton; de afdekking door een koperplaat, de beelden zijn van brons.

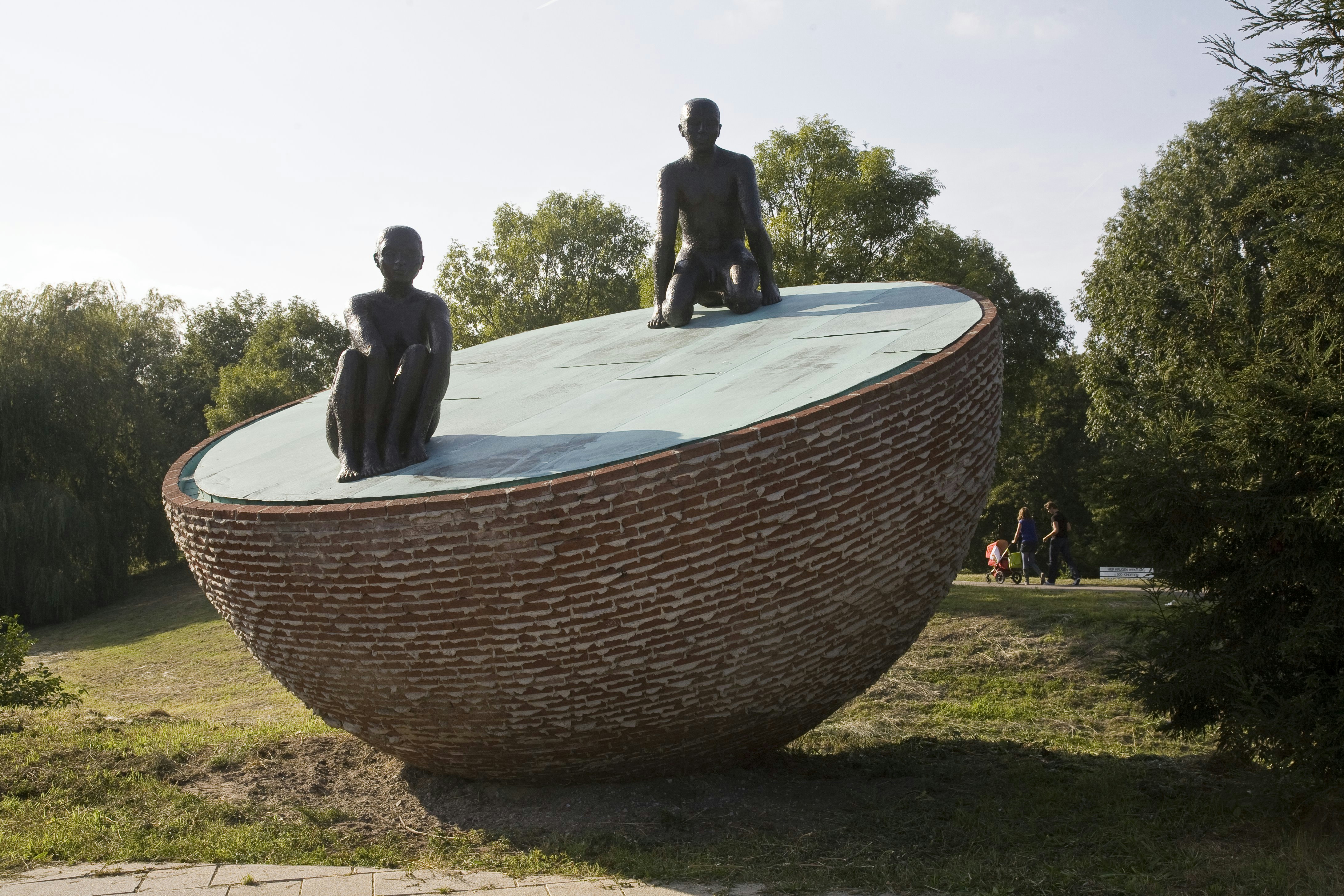
Zonder titel in het Westerpark (2009)